# Bulbophyllum papuliglossum
Bulbophyllum papuliglossum är en orkidéart som beskrevs av Rudolf Schlechter. Bulbophyllum papuliglossum ingår i släktet Bulbophyllum och familjen orkidéer. Inga underarter finns listade i Catalogue of Life.